# Gaming (Herrschaft)
Die Herrschaft Gaming war eine Grundherrschaft im Viertel ober dem Wienerwald im Erzherzogtum Österreich unter der Enns, dem heutigen Niederösterreich.

## Ausdehnung
Die Herrschaft umfasste zuletzt die Ortsobrigkeit über Altenreith, Brettl, Markt Gaming, Rotte Gaming, Grafenmühl, Haiger, Hof, Holzhüttenboden, Kienberg, Lackenhof, Langau, Leuten, Amt Lunz, Maierhöfen, Mitterau, Naschenberg, Nestelberg, Neuhaus, Pockau, Polzberg, Schlappenhart, Seekopf, Steinwand, Taschelbach, Trübenbach, Vorderberg, Weißenbach und Zürner. Der Sitz der Verwaltung befand sich in Gaming.

## Geschichte
Im Jahr 1825 erwarben Albert, Karl und Rosina Grafen Festetics de Tolna die Allodialherrschaft, die nach den Reformen 1848/1849 aufgelöst wurde.